# Chiesa di San Rocco (Bussolengo)
La chiesa di San Rocco è un edificio religioso, la cui costruzione si suppone risalga al XV secolo, situato a Bussolengo, in provincia di Verona.
La chiesa vanta all'interno oltre trenta quadri a fresco databili tra la fine del 1400 e i primi decenni del 1500. In tali opere, perlopiù raffiguranti momenti della vita di san Rocco e di san Sebastiano, si possono notare influssi del Mantegna.
L'edificio venne realizzato utilizzando ciottoli di fiume e cemento, come materiale da costruzione. L'intero è caratterizzato da un'unica navata lunga 12 metri, orientata da ovest verso est, come tradizione nell'architettura romanica. La navata termina con un'abside semicircolare ed è ricoperta da un soffitto a capriate lignee.